# Livistona australis
Livistona australis és un tipus de palmera de cabdell. És una palmera esvelta que fa fins a 25 m d'alt i amb un diàmetre de l'estípit de 35 cm. Les fulles són palmades amb pecíols de 2 m de llargada. Floreix a l'estiu en espigues de flors de color blanc crema.
Es troba dins de boscos oberts, sovint en llocs de terra molt humida o prop del mar. A Austràlia es troba a la costa de Nova Gal·les del Sud cap al nord fins a Queensland i cap al sud a l'est de Victòria, creix més cap al sud que qualsevol altra palmera nativa d'Austràlia fins a Orbost, Victòria (37° S). Tolera relativament la salinitat del sòl, el vent i les gelades.